# Justizvollzugsanstalt Hakenfelde

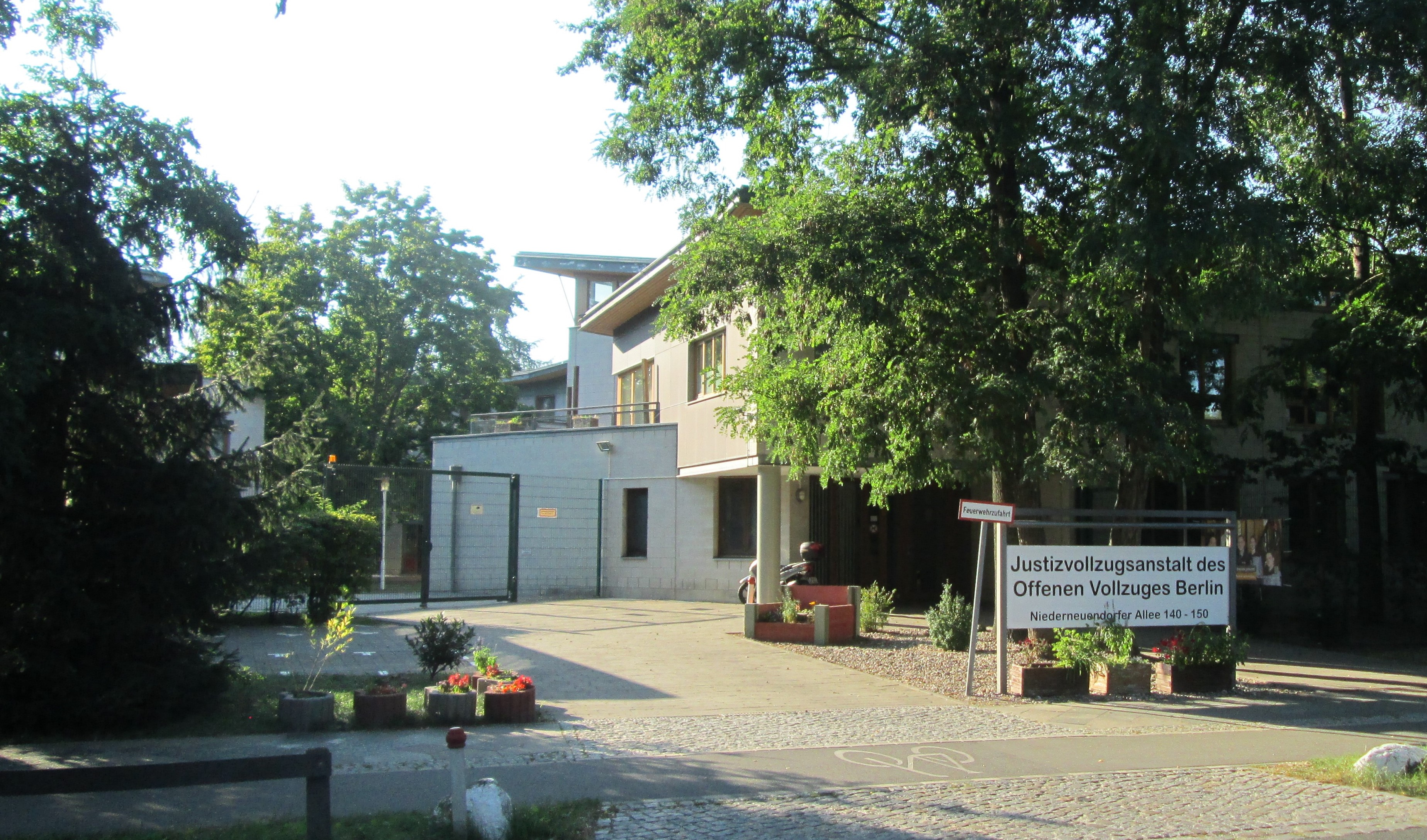
Eingangsbereich der JVA Hakenfelde

Die Justizvollzugsanstalt Hakenfelde (kurz: JVA Hakenfelde) ist ein Standort der Justizvollzugsanstalt des Offenen Vollzuges Berlin (Standort Niederneuendorfer Allee) und befindet sich im Berliner Ortsteil Hakenfelde des Bezirks Spandau. Sie ist eine Justizvollzugsanstalt (JVA) für den offenen Vollzug.

## Geschichte
Die JVA Hakenfelde wurde am 1. März 1978 als Nebenanstalt der Justizvollzugsanstalt Düppel, ebenfalls eine Anstalt für den offenen Vollzug, auf einem parkartigen Gelände zwischen der Niederneuendorfer Allee und der Waldsiedlung Hakenfelde gegründet. Im Jahr 1991 wurde sie eine eigenständige Anstalt. In den Jahren 1995 bis 1998 wurden die alten Baracken, die in den 1940er-Jahren als Unterkünfte für Zwangsarbeiter errichtet worden waren, abgerissen und durch Steinhäuser mit Pultdächern ersetzt. In dieser Zeit wurden die Gefangenen an einem Ersatzstandort in Berlin-Heiligensee, der späteren JVA Heiligensee, untergebracht. Am 1. Februar 1998 wurde der Anstaltsbetrieb an der Niederneuendorfer Allee wieder in vollem Umfang aufgenommen. Im Jahr 2000 wurde die Anstalt um einen Bereich in der Kisselnallee erweitert. Zum 1. Juli 2008 wurde die JVA Hakenfelde unter Beibehaltung ihres Namens mit der Justizvollzugsanstalt Heiligensee zu einer Behörde verschmolzen. Zum 1. Juli 2010 wurde diese Behörde mit der Justizvollzugsanstalt Düppel zur Justizvollzugsanstalt des Offenen Vollzuges Berlin (JVA OVB) mit nunmehr vier Standorten fusioniert.
Bekannte Gefangene waren Egon Krenz, Günter Schabowski, Heinz Keßler und für einige Zeit der Schauspieler Karsten Speck. Vom 19. Mai 2007 bis 18. Juli 2008 war dort der ehemalige Fußball-Schiedsrichter Robert Hoyzer und von 2019 bis 2021 der Unternehmer Lars Schlecker inhaftiert.

## Aufbau

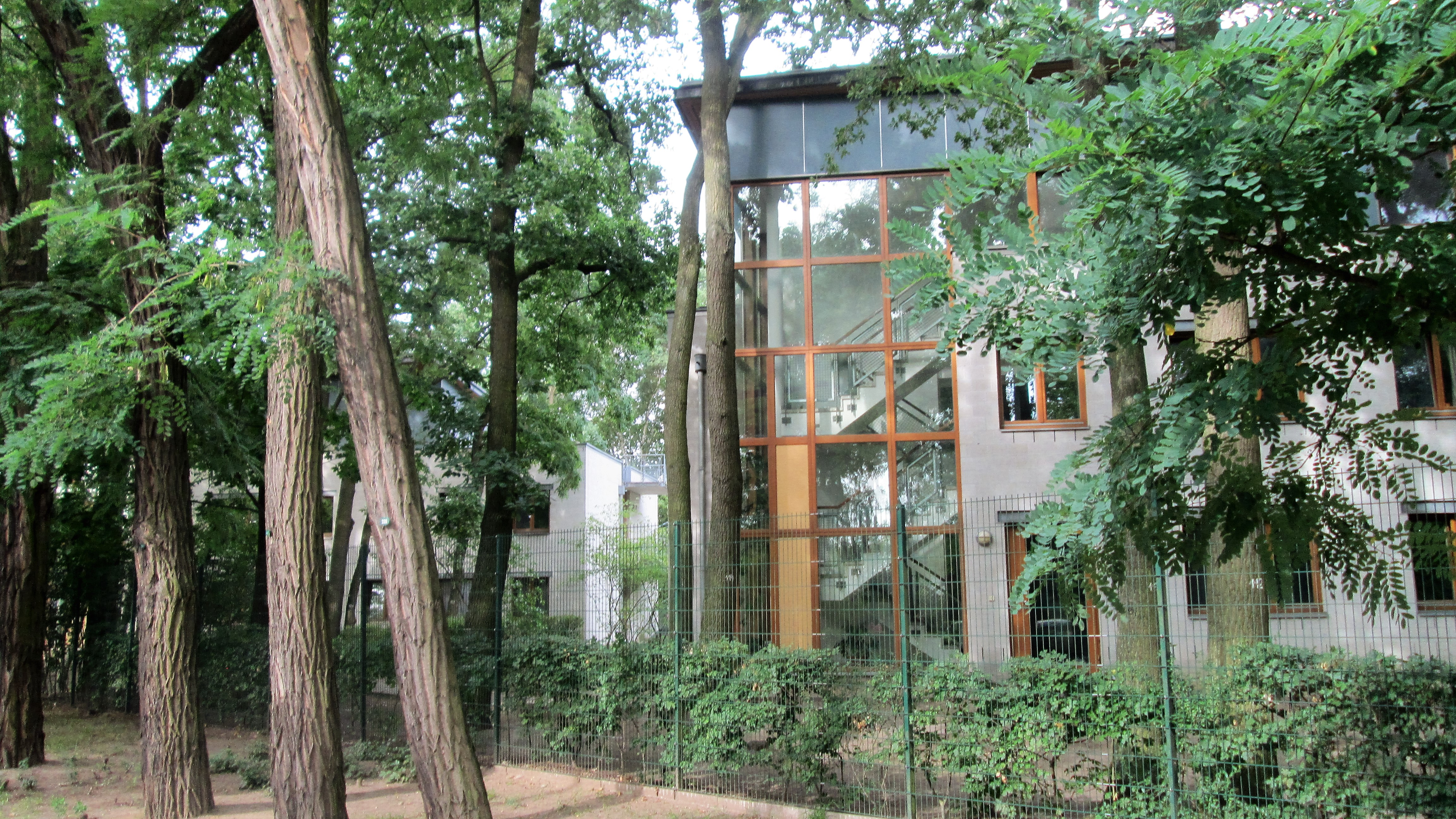
Die Gebäude an der Niederneuendorfer Allee

Die JVA Hakenfelde bestand ab dem 1. Juli 2008 aus drei Bereichen. Diese gliederten sich in den Bereich Hakenfelde-Hauptanstalt (Niederneuendorfer Allee), in den Bereich Kisselnallee und in den Bereich Kiefheider Weg (ehemals JVA Heiligensee). In der Hauptanstalt standen 248 Haftplätze, im Bereich Kisselnallee 170 Haftplätze und im Bereich Kiefheider Weg 240 Haftplätze zur Verfügung. Damit war die JVA Hakenfelde mit insgesamt 658 Haftplätzen die größte Selbststelleranstalt Deutschlands.
Im Rahmen der Fusion zur Justizvollzugsanstalt des Offenen Vollzuges Berlin (JVA OVB) im Jahr 2010 wurde die JVA Düppel als Bereich Robert-von-Ostertag-Straße mit einer Kapazität von 258 Haftplätzen eingebracht. Insgesamt hat die JVA OVB eine Kapazität von 908 Haftplätzen.